# Theo Bair
Thelonius Alston Bradley Bair (* 27. August 1999 in Ottawa, Ontario) ist ein kanadisch-jamaikanischer Fußballspieler.

## Karriere

### Verein
Aus der Akademie der Vancouver Whitecaps kommend, war er von April bis November 2017 bereits Teil des Kaders der zweiten Mannschaft in der USL, kam hier aber nicht zum Einsatz. Zur Saison 2019 unterzeichnete er einen Vertrag mit dem MLS-Team, wo er am 26. Mai 2019 bei einem 2:1-Sieg über den FC Dallas debütierte. Hier wurde er zur 71. Minute für den verletzten Fredy Montero eingewechselt. Ab Juni wurde er im weiteren Verlauf der Spielzeit immer wieder eingesetzt. In der Saison 2020, stärker noch in der Spielrunde 2021, kam er immer weniger zum Einsatz. So wurde er ab August 2021 bis zum Ende des Jahres an Ham-Kam nach Norwegen verliehen.
Nach dem Ende der Leihe verließ er die Whitecaps und wechselte Anfang 2022 für 123.000 € Ablöse nach Schottland zum FC St. Johnstone. Hier sammelte er Einsätze in der Scottish Premiership, gehörte aber selten zur Startelf. Ab Sommer 2023 spielte er für den FC Motherwell, wo er auch zu den wichtigen Stammspielern gehörte.
Im Juli 2024 wechselte Bair zum französischen Erstligisten AJ Auxerre.

### Nationalmannschaft
Mit der kanadischen U20 nahm er an der CONCACAF U-20-Meisterschaft 2018 teil. Bei dem Turnier erzielte er ein Tor und bereitete zwei weitere vor. Als Gruppenzweite schaffte es seine Mannschaft aber nicht in die nächste Runde. Vor dem Turnier bekam er noch ein paar Einsätze mit der U23. Mit dieser war er auch im März 2021 beim Qualifikationsturnier für die Olympischen Spiele 2020 dabei und erreichte hier mit seinem Team das Halbfinale.
Sein Debüt für die kanadische A-Nationalmannschaft hatte er am 8. Januar 2020 bei einem 4:1-Freundschaftsspielsieg über Barbados, wo er in der 71. Minute für Tesho Akindele eingewechselt wurde und in der 77. Minute gleich mit dem Tor zum 4:1-Endstand seinen ersten Treffer bei einem Länderspiel erzielte. Einige Wochen später kam er dann bei einem weiteren Freundschaftsspiel noch mal kurz zum Einsatz. In den folgenden Jahren wurde er aber nicht mehr nominiert. Dies änderte sich erst im März 2024, als er in den Mannschaftskader für die Copa América 2024 berufen wurde, aber nicht eingesetzt wurde.